# Javier Rioyo
Javier Rioyo Jambrina (Madrid, 20 de octubre de 1952) es un periodista, guionista y director de cine español.

## Biografía
Licenciado en Ciencias de la Información y ha realizado estudios en Ciencias Políticas, Sociología y Filología. De estudiante militó a la Liga Comunista Revolucionaria. En 1980 ingresó en Radio Nacional de España y posteriormente ha sido presentador y director de programas culturales en Canal+, TVE y Antena 3. Influido por Basilio Martín Patino y Jaime Chávarri, se introdujo en el mundo del documental. En 1997 dirigió con José Luis López-Linares el documental Asaltar los cielos, por el que recibió uno de los Premios Ondas de 1997 y uno de los Premis Turia. Con López Linares dirigiría los documentales Lorca, así que pasen cien años (1998), A propósito de Buñuel (2000), y Extranjeros de sí mismos (2000), que fue nominada al Premio Goya a la mejor película documental. En 2012 dirigió el cortometraje Un cineasta en La Codorniz que fue nominada al Goya al mejor cortometraje documental. En 2004 colaboró como tertuliano en el programa de televisión Extravagario.
En 2011 fue nombrado director del Instituto Cervantes de Nueva York en sustitución de Eduardo Lago. Ocupó el cargo hasta septiembre de 2013, cuando fue sustituido por Ignacio Olmos. En 2014 fue nombrado responsable del centro del Instituto Cervantes en Lisboa En febrero de 2019 deja el cargo y pasa a dirigir el centro de Tánger de la misma institución.

## Filmografía
- Asaltar los cielos (1997)
- Lorca, así que pasen cien años (1998)
- A propósito de Buñuel (2000)
- Extranjeros de sí mismos (2000)
- Un instante en la vida ajena (2003)
- Alberti para caminantes (2003)
- Il miracolo Spagnuolov (2004)
- Alivio de luto (2005)
- Tánger, esa vieja dama (2007)
- Cuando Hollywood estaba en la Gran Vía (2010)
- Un cineasta en La Codorniz (2012)

## Premios y distinciones
Premios Goya
| Año  | Categoría                 | Película                     | Resultado |
| ---- | ------------------------- | ---------------------------- | --------- |
| 2002 | Mejor película documental | Extranjeros de sí mismos     | Nominado  |
| 2004 | Mejor película documental | Un instante en la vida ajena | Ganador   |